# Digentia fasciata
Digentia fasciata är en insektsart som beskrevs av Willy Adolf Theodor Ramme 1929. Digentia fasciata ingår i släktet Digentia och familjen gräshoppor. Inga underarter finns listade i Catalogue of Life.